# Semgallen (landstreek)
Semgallen (Lets: Zemgale) is een historische landstreek in het zuiden van Letland. De streek dankt zijn naam aan een Baltische stam uit dit gebied, die in het Latijn bekendstaat als de Semigalli. De streek grenst in het zuiden aan Litouwen, in het westen aan Koerland en in het oosten aan Letgallen.
De voornaamste plaatsen in Semgallen zijn Jelgava en Bauska. Het grondgebied van het historische Semgallen komt ongeveer overeen met dat van de huidige districten Aizkraukle, Bauska, Dobele, Jēkabpils en Jelgava.
Selië, het gebied rond Jēkabpils dat wordt begrensd door de rivier de Westelijke Dvina, wordt historisch vaak tot Semgallen gerekend. Het historische Selië strekt zich op zijn beurt gedeeltelijk over Litouwen uit en bestaat dus uit meer dan alleen Oost-Semgallen.
Semgallen heeft vanaf 1561 steeds bij Koerland behoord. Beide landstreken worden dan ook vaak als één geheel opgevat. Zo staat een van de drie sterren boven het Letse wapen voor Koerland en Semgallen. Afzonderlijk opgevat geldt Semgallen als een van de vijf historische landschappen van Letland.

## Geschiedenis
Semgallen werd tussen de 5de en de 9de eeuw dankzij de ligging aan de rivier de Westelijke Dvina voor het eerst economisch van belang. De ridders van de Lijflandse Orde richtten hun blik na de verovering van Koerland op Semgallen en stuitten daarbij op heftige tegenstand van de Semigalli. In 1290 viel het laatste steunpunt van de Semigalli. Het gebied werd vervolgens gekerstend en gefeodaliseerd, waarbij de oorspronkelijke bevolking de status van lijfeigene kreeg.
Tijdens de Lijflandse Oorlog en onder invloed van de reformatie kwam in 1561 het hertogdom Koerland en Semgallen tot stand (Herzogtum Kurland und Semgallen, meestal kortweg Koerland genoemd). Het in Semgallen gelegen Jelgava (Duits: Mitau) werd er de hoofdstad van. Het behoorde tot het Pools-Litouwse gemenebest. Bij de derde Poolse deling (1795) kwam Semgallen met Koerland aan Rusland, waartoe het tot 1918 bleef behoren. Semgallen was ook onder Russisch bewind verenigd met Koerland en wel binnen het gouvernement Koerland.
In 1818 werd in Koerland, en daarmee ook in Semgallen, de lijfeigenschap afgeschaft. In 1866 reed de eerste trein tussen Riga en Jelgava. In 1918 behoorde Semgallen voor het eerst staatkundig tot Letland, dat in dat jaar onafhankelijk werd.